# 10e cérémonie des New York Film Critics Online Awards
La 10e cérémonie des New York Film Critics Online Awards, décernés par la New York Film Critics Online, a eu lieu le 12 décembre 2010, et a récompensé les films réalisés dans l'année.

## Palmarès

### Top 10
(Par ordre alphabétique)
- 127 heures (127 Hours)
- Another Year
- Black Swan
- Blue Valentine
- The Ghost Writer
- Inception
- Le Discours d'un roi (The King's Speech)
- Scott Pilgrim (Scott Pilgrim vs. the World)
- The Social Network
- Tout va bien, The Kids Are All Right (The Kids Are All Right)

### Catégories
- Meilleur film :
  - The Social Network
- Meilleur réalisateur :
  - David Fincher pour The Social Network
- Meilleur acteur :
  - James Franco pour le rôle d'Aron Ralston dans 127 heures (127 Hours)
- Meilleure actrice :
  - Natalie Portman pour le rôle de Nina dans Black Swan
- Meilleur acteur dans un second rôle :
  - Christian Bale pour le rôle de Dickie Eklund dans Fighter (The Fighter)
- Meilleure actrice dans un second rôle :
  - Melissa Leo pour le rôle d'Alice dans Fighter (The Fighter)
- Meilleure distribution :
  - Tout va bien, The Kids Are All Right (The Kids Are All Right)
- Révélation de l'année :
  - Noomi Rapace – Millénium (Män som hatar kvinnor)
- Meilleur premier film :
  - John Wells pour The Company Men
- Meilleur scénario :
  - The Social Network – Aaron Sorkin
- Meilleure photographie :
  - Black Swan – Matthew Libatique
- Meilleure musique de film :
  - Black Swan – Clint Mansell
- Meilleur film en langue étrangère :
  - Amore (Io sono l'amore) •  Italie
- Meilleur film d'animation :
  - Toy Story 3
- Meilleur film documentaire :
  - Faites le mur ! (Exit Through the Gift Shop)